# Comuna Pîrijkî, Malîn
Pîrijkî (în ucraineană Пиріжківська сільська рада) este o comună în raionul Malîn, regiunea Jîtomîr, Ucraina, formată din satele Baranivka și Pîrijkî (reședința).

## Demografie
Componența lingvistică a comunei Pîrijkî
     Ucraineană (98,31%)
     Rusă (1,58%)
     Alte limbi (0,11%)
Conform recensământului din 2001, majoritatea populației comunei Pîrijkî era vorbitoare de ucraineană (98,31%), existând în minoritate și vorbitori de rusă (1,58%).